# Valerius Sempronianus
Valerius Sempronianus (sein Praenomen ist nicht bekannt) war ein im 2. Jahrhundert n. Chr. lebender Angehöriger der römischen Armee.
Durch eine Inschrift, die in Villalis gefunden wurde, ist belegt, dass Sempronianus die Tätigkeit eines Beneficiarius ausübte. Er errichtete zusammen mit Marcus Sentius Bucco, einem Centurio der Cohors I Gallica sowie Soldaten dieser Kohorte am 22. April 175 einen Altar, den sie dem Iuppiter Optimus Maximus und dem Heil des Imperators Mark Aurel weihten.
Durch zwei weitere Inschriften, die in Castrum Sancti Christophori und Villalis gefunden wurden, ist belegt, dass Sempronianus ein Angehöriger der Ala II Flavia war. Er errichtete zusammen mit Aurelius Eutychetis sowie einer Vexillation von Soldaten der Legio VII Gemina felix aus Anlass eines militärischen Feiertages (ob natalem Aquilae) am 10. Juni 184 zwei Altäre, die sie dem Iuppiter Optimus Maximus und dem Heil des Imperators Commodus weihten.
Sempronianus war vermutlich als einfacher Soldat in die Legio VII Gemina eingetreten, die ihr Hauptlager in León in der Provinz Hispania Tarraconensis hatte. In der Legion stieg er zum Beneficiarius auf und wurde dem Stab des procurator Augusti metallorum zugeordnet. Danach wurde er zur Ala II Flavia versetzt und zum Decurio befördert.

## Rang in den beiden Inschriften des Jahres 184
In den beiden Inschriften des Jahres 184 ist sein Rang entweder überhaupt nicht bzw. nur unvollständig erhalten. In der Inschrift aus Castrum Sancti Christophori wurde der erhaltene Buchstabe als P gelesen; sein Rang wurde daher bei L’Année épigraphique und bei Inscriptiones Latinae selectae (ILS) als Praefectus ergänzt (ILS gibt unter Anmerkung 11) aber d[ec] an.
Laut Margaret M. Roxan wurde von Eric Birley anstatt Praefectus die Lesung Praepositus vorgeschlagen. Birley nahm an, dass Sempronianus ein ehemaliger Legionär war, der zum Decurio aufgestiegen war; als Praepositus hätte er den nötigen Dienstgrad, um eine Vexillation von Soldaten der Legion zu befehligen. Roxan bevorzugt die Lesung Praepositus.
Die Lesung bei der EDCS und bei der EDH ist V[al(eri)] Sempronian(i) d[ec(urionis)] alae II Flaviae. Agustín Jiménez de Furundarena und John Spaul nehmen an, dass Sempronianus den Rang eines Decurio hatte.